# 杜三策
杜三策（1581年—1640年），號毅斋，山东兖州府东平州人。明末政治人物。

## 生平
三策年十六，即补博士弟子员，旋领万历三十一年癸卯（1603年）乡荐，天启二年（1622年）壬戌科成进士，考选庶吉士，三年散馆授兵科给事中。疏劾魏忠贤乱政，他之劾疏中猛烈抨击「魏（忠贤）」氏“狐媚惑主，朝廷之上，止知有「（魏）忠贤」，而不知有陛下；宫壸之内，止知有「（魏）忠贤」，而不知有陛下；天下亦止知有「（魏）忠贤」，而不知有陛下！”，六年八月被削籍为民，七年八月忠贤又矫旨捉拿，方至德州，忠贤伏诛，于是放还。崇祯元年（1628年）起复户科给事中，二年（1629年）充正使冊封琉球國尚豐王。事竣报命，三年升户科右，四年升户科左，七年升太常寺少卿，提督四夷馆，八年大理寺右少卿，九年升左少卿，升太仆寺卿，十年升兵部右侍郎兼天津巡抚都察院右佥都御史。十二年削籍为民。崇祯十三年七月，卒于家。

## 墓葬
其墓位于山东省东平县大羊镇三旺村北750米处坡地，为县级文物保护单位。

## 家族
父杜汉，字广甫。

## 外部連結
- 明進士杜三策曾冊封琉球王 因彈劾魏忠賢遭削職 （页面存档备份，存于） 華夏經緯網
- 杜三策墓[永久] 中国东平旅游资讯网